# Personalisierte Medizin
In der personalisierten Medizin (englisch personalised medicine; auch individualisierte Medizin oder Präzisionsmedizin) soll jeder Patient unter weitgehender Einbeziehung individueller Gegebenheiten, über die funktionale Krankheitsdiagnose hinaus, behandelt werden. Das schließt auch das fortlaufende Anpassen der Therapie an den Gesundungsfortschritt ein. Für eine breite effektive Fortentwicklung der personalisierten Medizin ist ein Ausbau zahlreicher Aspekte der digitalen Medizin förderlich bzw. notwendig.
Liegt der Personalisierung einer Behandlung die diagnostische Analyse des genetischen Codes oder der proteomischen Struktur zugrunde, spricht man in diesem Fall auch von molekular-gesteuerter Therapie (englisch molecular-guided therapy; seltener: gengesteuerte Therapie).
Im Bereich der Psychotherapie wird statt von Personalisierung eher von Individualisierung oder Personenzentrierung gesprochen.

## Begriffsverwendung
Verwendet wird der Begriff vor allem für eine maßgeschneiderte Pharmakotherapie, welche zusätzlich zum speziellen Krankheitsbild die individuelle physiologische Konstitution und geschlechtsspezifische Wirkeigenschaften von Medikamenten berücksichtigt.
Diese Verwendung des Begriffs „personalisierte/individualisierte Medizin“ in der eingeschränkten, biologischen Deutung wird allerdings kontrovers gesehen. Die Bundeszentrale für gesundheitliche Aufklärung (BZgA) hebt in ihren Leitbegriffen hervor, dass der Begriff „personalisierte Medizin“ in seinem Bedeutungskontext insofern irreführend sei, „als die personale Seite des Menschen, also seine Fähigkeit zur Reflexion und Selbstbestimmung, zunächst gar nicht gemeint ist, sondern auf fundamentale biologische Strukturen und Prozesse abgehoben wird.“ Der Medizinethiker Urban Wiesing kritisiert: „Personale Eigenschaften manifestieren sich nicht auf molekularer, sondern auf personaler Ebene.“ Heiner Raspe vom Zentrum für Bevölkerungsmedizin und Versorgungsforschung (ZBV) der Universität zu Lübeck wirft der Verwendung des Begriffs „personalisierte Medizin“ im Sinne der pharmakogenomisch basierten Therapie Einseitigkeit vor; so gebe es neben den „Biomarkern“ auch „Psychomarker“ und „Soziomarker“, die ebenso Beachtung in der Wahl der medizinischen Therapie verdienten, wie ausgewählte Beispiele zeigten. Der Ausschuss für Bildung, Forschung und Technikfolgeabschätzung (TAB) des Bundestages schlägt den Begriff „stratifizierte Medizin“ vor, der in der internationalen Literatur (stratified medicine) zunehmend verwendet wird.
Über die stratifizierte Medizin hinaus lassen sich mit dem Begriff der „personalisierten Medizin“ auch Therapien mit individuellen Prothesen und Implantaten sowie Therapieansätze mit autologen (körpereigenen) Zellen („therapeutische Unikate“) beschreiben.

## Praktische Anwendung
Der Einfluss des Genoms auf die Wirkung von Arzneimitteln ist Forschungsgegenstand der Pharmakogenomik. In komplexen Therapien werden individuelle molekularbiologische Konstellationen berücksichtigt, die mit modernen Biomarkern ermittelt werden können und unter denen die genetische Ausstattung (Genom) des Patienten oder seines Tumors eine besondere Rolle spielt.
Die Biomarkerdiagnostik umfasst nicht nur das Auslesen des genetischen Codes, sondern alle Möglichkeiten zur Charakterisierung individueller Besonderheiten. Auf molekularer Ebene sind dies die diagnostischen Analysen der genomischen DNA, der mRNA und der Proteine. Eine beachtliche Herausforderung der personalisierten Medizin stellt heute noch die Analyse der gewonnenen diagnostischen Daten dar. So erfordern z. B. genetische Daten – gewonnen aus Verfahren wie dem Next-Generation Sequencing – rechenaufwendige Datenverarbeitungsschritte, bevor die eigentliche Analyse der Daten erfolgen kann. Um hierbei künftig auf passende Werkzeuge zurückgreifen zu können, ist die interdisziplinäre Zusammenarbeit von Experten aus verschiedenen Gebieten erforderlich: Medizinern, klinischen Onkologen, Biologen, Softwareingenieuren.
In ihrer Stellungnahme „Präzisionsmedizin – Bewertung unter medizinisch-wissenschaftlichen und ökonomischen Gesichtspunkten“ beschreibt die Bundesärztekammer anhand klinisch erprobter Beispiele, welche neuen Behandlungs- und Heilungsmöglichkeiten die Präzisionsmedizin heute schon bietet, u. a. in der zielgerichteten Krebstherapie, immunonkologischen Therapie, Pneumologie und Neuropädiatrie. Auch die Kritik an z. T. hohen Therapiekosten greift die Stellungnahme auf. Sie stellt fest, dass die mit der Präzisionsmedizin verbundenen finanziellen Belastungen zumindest aktuell die Finanzierbarkeit des Gesundheitssystems nicht in Frage stellen. Dennoch wird gefordert, Kosten und Nutzen präzisionsmedizinischer Therapien in Einklang zu bringen.

### Krebsbehandlung
Therapeutisch bedeutsam ist die „personalisierte Medizin“ aktuell zunächst in der Onkologie Ein Beispiel ist die Behandlung des metastasierten Melanoms. Bei gut der Hälfte der Melanompatienten führt eine Überaktivität des BRAF-Proteins zum Zellwachstum (Tumoren). Durch die Einführung eines entsprechenden Mutationstests kann bereits im Vorfeld erkannt werden, ob die Patienten auf eine entsprechende Therapie ansprechen. Zusätzlich können funktionale Analysen die Aktivitäten von Enzymen bis hin zu Antworten von Zellen identifizieren.
Nach Ausschöpfung der leitliniengerechten Behandlung, das heißt für Krebspatienten ohne erfolgversprechende standardisierte Therapieoptionen oder mit seltenen Tumorerkrankungen, kann zudem nach einem Molekularen Tumorboard versucht werden, auf Basis von molekulargenetischen Befunden ein individuelles Therapiekonzept zu erarbeiten.

### Seltene Erkrankungen
Zunehmend hohe diagnostische Relevanz hat mit Stand Ende 2024 die „personalisierte Medizin“ zudem für den Bereich der Seltenen Krankheiten: Mit dem „Modellvorhaben zur umfassenden Diagnostik und Therapiefindung mittels Genomsequenzierung bei seltenen und onkologischen Erkrankungen“ gemäß § 64e SGB V, dessen praktische Anwendung im zweiten Halbjahr 2024 gestartet ist, werden erstmals hochspezialisierte Diagnostikverfahren für seltene Erkrankungen als Krankenhausleistungen für die an diesem Modellvorhaben beteiligten Krankenhäuser abrechnungsfähig.

### Modell des digitalen Zwillings in der Medizin
In der personalisierten Medizin findet die Nutzung der Idee des digitale Zwillings zunehmend Verbreitung in Form eines Abbilds eines Patienten. Es lassen sich dabei 2 Ansätze/Herangehensweisen unterscheiden.

## Wachsende Bedeutung von maschinellem Lernen in der Personalisierten Medizin
In der Medizin und im Besonderen auch in der Personalisierten Medizin hat Maschinellem Lernen, auch als KI bezeichnet, einen deutliche zunehmenden Einfluss. Allerdings können aus erkenntnistheoretischer Sicht datengesteuerte Vorhersagemodelle mit maschinellem Lernen keine kausalen Schlussfolgerungen liefern, sondern nur statistische Korrelationen aufzeigen.

## Kritik
In einem herkömmlich ausgestatteten Klinikum obliegt es weitgehend dem behandelnden Arzt, das Ausführen des speziellen Therapieansatzes durch die beteiligten Fachpfleger zu steuern und zu überwachen, ohne dass es dazu eine hinreichende informationstechnische Unterstützung gibt. Es ist zu erwarten, dass die theoretisch möglichen verbesserten Ergebnisse einer personalisierten Medizin wegen schwerer organisatorischer Mängel in der mitlaufenden Ablaufsteuerung nicht erreicht werden.
Verbesserungen in der retrospektiven medizinischen Dokumentation allein werden dieses verstärkt aufkommende Problem beim Umsetzen der Methoden in der klinischen Routine jenseits der besonderen Maßnahmen in klinischen Studien nicht lösen. Die Definition neuer formaler Kontrollanforderungen der öffentlichen Kontrollinstanzen trägt zum Lösen dieses Problems nichts bei. Vielmehr bedarf es einer besseren mobilen Verfügbarkeit der Information über anstehende Verrichtungen.
„Die Entwicklung einer wirklich individualisierten Medizin steht erst am Anfang. Es sind noch erhebliche Bemühungen der Grundlagenforschung notwendig, um die mit dem Begriff der individualisierten Medizin verbundenen Erwartungen einzulösen.“ So lautet das Resümee eines Forums der Leibniz-Sozietät der Wissenschaften zu Berlin gemeinsam mit dem Leibniz-Forschungsinstitut für Molekulare Pharmakologie im März 2016.

## Rundfunkberichte
- Joachim Budde: Mit Viren gegen Krebs – Ziemlich fiese Freunde, Deutschlandfunk – „Wissenschaft im Brennpunkt“ vom 14. Juni 2015
- Dagmar Röhrlich: Medizin – Neue Medikamente: Hoffnungsträger und Preistreiber, Deutschlandfunk – „Hintergrund“ vom 28. August 2018
- Scobel – Medizin nach Maß, 3sat – Sendung über personalisierte Medizin vom 12. November 2020